# Portrait de madame de Pompadour
Madame de Pompadour est un tableau à l'huile sur toile (91 × 68 cm) réalisé en 1759 par le peintre rococo français François Boucher.

## Description
Il représente Madame de Pompadour, favorite du roi Louis XV de France. Elle est représentée selon le goût raffiné de l'époque, incarné par les canons de beauté et d'élégance absolus auxquels les gens riches et cultivés essayaient frénétiquement de ressembler. La robe, riche et légère, en taffetas de soie, avec profusion de dentelles, est comme un nuage pétillant, serrée sur la blouse. Madame de Pompadour apparaît avec un air cultivé et raffiné, véritable première dame de la grande cour française, qui avec son goût sublime influençait les arts (peinture, architecture, musique, et surtout la mode) de l'époque, contribuant au développement du style rococo, et à faire de la France le véritable phare de l'Europe de son temps.
Ce portrait fameux est conservé dans la Wallace Collection de Londres, et est le dernier d'une série de sept portraits consacrés à la même dame. Il a été exposé pour la première fois au château de Versailles, puis est ensuite passé au frère de Madame de Pompadour.
Au fond de la toile est peinte une sculpture qui représente l'Amour et l'Amitié, évocation de la sculpture créée par Pigalle pour le château de Bellevue. Sur la banquette est assis un chien. Dans les portraits féminins, la présence d'un chien était, souvent, symbole de fidélité conjugale.